# King Features Syndicate
King Features Syndicate es una agencia de prensa estadounidense propiedad de la Hearst Corporation que en 2006 distribuía alrededor de 150 tiras de prensa, columnas periodísticas, y pasatiempos a miles de periódicos de todo el mundo. King Features es el más grande distribuidor a nivel mundial de cómics.

## Historia
La empresa fue fundada en 1915 por William Randolph Hearst, quien encargó su dirección a Moses Koenigsberg. Desempeñó un papel muy importante en los primeros tiempos de la historia del cómic en los Estados Unidos, distribuyendo algunos de los clásicos más importantes e influyentes. El primer cómics notable internacionalmente fue Bringing Up Father la familia Strip de Georges McManus.

## Algunas tiras de prensa distribuidas por King Features
- A Toda Velocidad
- Baby Blues
- Beetle Bailey (Beto el Recluta)
- Betty Boop
- Blondie (Pepita)
- Big Ben Bolt (cómic)
- Carozo Pimienta
- Educando a papá
- Daniel el travieso
- El gato Félix
- Flash Gordon
- Lalo y Lola (Hi and Lois)
- Olafo el vikingo (Hägar the Horrible)
- Quintín Pérez (Moose and Molly)
- The Heart of Juliet Jones
- The Phantom
- Hans y Fritz (Maldades de dos pilluelos)
- Tapón López (Snuffy Smith)
- Krazy and Ignatz
- Mandrake el mago
- Mutts
- Pete the Tramp
- Polly and her pals (Familia Tinajón)
- Popeye
- Príncipe Valiente
- Tim Tyler's Luck
- Zits
- Rosebuds